# マンフレート・フォン・アルデンヌ

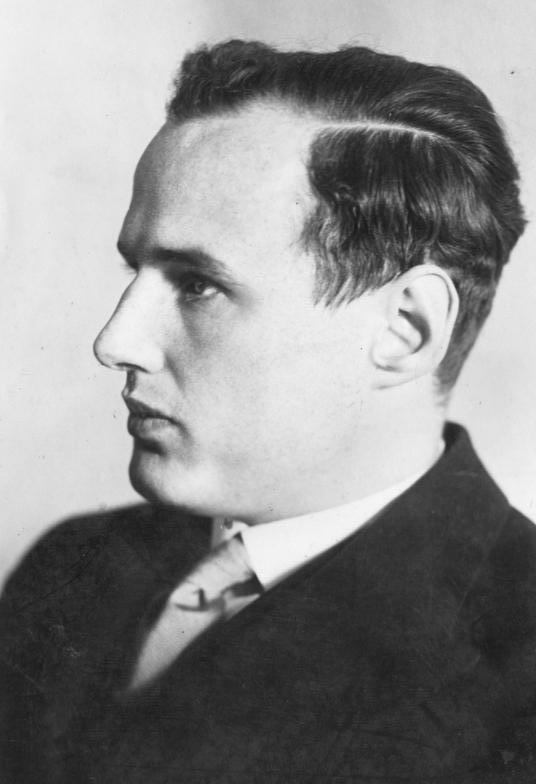
アルデンヌ（1930年）

マンフレート・フォン・アルデンヌ（Manfred von Ardenne、1907年1月20日 - 1997年5月26日）は、ドイツ人物理学者で発明家。約600の特許を取得した（電子顕微鏡、医療テクノロジー、原子力テクノロジー、プラズマ、ラジオ、テレビなど）。1928年から1945年まで、私立研究所 Forschungslaboratorium für Elektronenphysik を運営していた。第二次世界大戦から10年後、ソビエト連邦で原子爆弾開発プロジェクトに携わり、ソビエト連邦国家賞を受賞。ドイツに戻ってから、新たな私立研究所 Forschungsinstitut Manfred von Ardenne を設立。

## 経歴

### 初期
1907年、政府評議員の父エグモント・フォン・アルデンヌ男爵（Egmont von Ardenne 1877年 - 1947年）と、ハンブルクの貴族ムッツェンベッヒャー家（ Mutzenbecher）出身の母アデラ（Adela 1885 - 1978年）の間に5人兄弟の長男として生まれた。曽祖父は実業家のハインリヒ・オーレンドルフ男爵（Heinrich Ohlendorff）。 祖父母のアルマンド・フォン・アルデンヌ（Armand von Ardenne）とエリザベート・フォン・プロトー（Elisabeth von Plotho）の離婚事件は、ドイツの小説家テオドール・フォンターネの作品 『Effi Briest（エフィ・ブリースト）』 の元になったと言われている。
1913年、父が陸軍省に転勤になったため、家族はベルリン・ノイケルン（Berlin-Neukölln）に引っ越した。幼いことから様々なテクノロジーに好奇心をそそられる傾向があり、両親もこれを歓迎した。当初は自宅で家庭教師から教えを受けていたが、1919年にベルリン・クロイツベルク（Berlin-Kreuzberg）のフリードリヒ実科ギムナジウム（Friedrichs-Realgymnasium）に通うようになり、そこで物理学とテクノロジーへの関心を深めた。校内の競技会でカメラと警報システムの模型を提出し、一等賞になった。
1923年、15歳のとき、無線電信に使える多機能真空管の特許を取得した。そしてギムナジウムを中退し、師と仰ぐ事業家ジクムント・レーヴェ（Siegmund Loewe 1885-1962）と共に無線工学の開発を進めていくことにした。Loewe はアルデンヌの多機能真空管を使った安価な Loewe-Ortsempfänger OE333 を開発。1925年、特許収入と出版物の収入を使い、アルデンヌは広帯域増幅器の改良を実現し、それが後のテレビやレーダーの開発の基礎となった。
ギムナジウムを卒業していないためにアビトゥーアの資格を持っていなかったが、アルデンヌは大学で物理学、化学、数学を学ぼうとした。しかし大学の不自由さになじめず、4学期過ごしたところでそこを辞め、独学で学び、応用物理学一筋に没頭するようになった。
1928年、完全に自由にできる遺産を相続し、ベルリンに私設の研究所 Forschungslaboratorium für Elektronenphysik を創設、ラジオ・テレビ技術や電子顕微鏡についての独自研究を進めた。自身の発明からの収入や各種契約からの収入を研究所の資金に充てた。例えば、原子核物理学や高周波技術についての研究にはヴィルヘルム・オーネゾルゲが率いる Reichspostministerium (RPM, Reich Postal Ministry) が資金提供している。彼の研究所には最高の頭脳が集まった。例えば1940年には原子核物理学者 Fritz Houtermans が参加している。アルデンヌは同位体分離の研究も行っていた。アルデンヌの研究所の設備一覧は私設の研究所としてはかなりのものである。例えば1945年5月10日、内務人民委員部(NKVD)の V. A. Makhnjov がロシア人物理学者 Isaak Kikoin、レフ・アルツィモビッチ、ゲオルギー・フリョロフ、V. V. Migulin を伴って同研究所を訪れた際、彼らはその研究内容と設備（電子顕微鏡、60トンのサイクロトロン、プラズマイオン式同位体分離設備など）に驚嘆した。

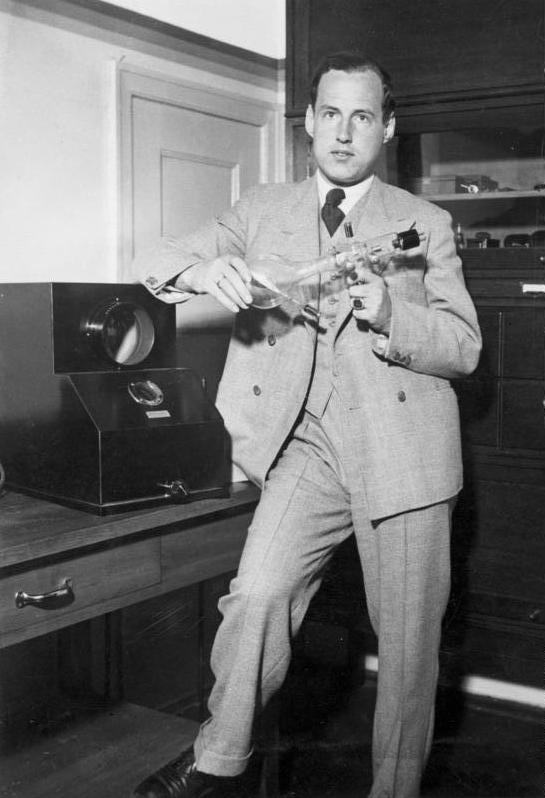
アルデンヌ（1933年）

1931年8月、アルデンヌは Berlin Radio Show で送受信双方のブラウン管を使ったテレビシステムの公開実験を行った（アルデンヌは撮像管を開発したことがなく、ブラウン管でスライドやフィルムをスキャンする方式を採用していた）。テレビ画像の送信は1933年12月24日に成功し、1934年には公共テレビ放送が試験的に開始された。1935年、ベルリンで世界初の公共テレビ放送がスタートしており、1936年にはベルリンオリンピックの模様がドイツ全土に生中継された。
1937年、走査型電子顕微鏡を開発。第二次世界大戦中は、レーダーの研究開発に従事した。
1941年、"Berlin-Brandenburgische Akademie der Wissenschaften" から "Leibniz-Medaille" を授与され、1945年1月には "Reichsforschungsrat" (Reich Research Advisor) の称号を与えられた。

### ソビエト連邦にて
フォン・アルデンヌ、グスタフ・ヘルツ（ノーベル賞受賞者、シーメンスの第2研究所所長）、Peter Adolf Thiessen（フンボルト大学ベルリン教授、Kaiser-Wilhelm Institut für physikalische Chemie und Elektrochemie (KWIPC) 所長）、Max Volmer（ベルリン工科大学の物理化学研究所の所長兼教授）は、ある協定を結んだ。それは、その中の誰かがロシア側から接触を受けたら残りの人に隠さずに知らせるというものだった。この協定の目的は3つある。第一に各研究所での略奪を防止すること、第二に割り込みを最小化して研究を続行できるようにすること、第三に過去の政治的行為によって訴えられることから自らを守ること、である。しかし実は、国家社会主義ドイツ労働者党の党員だったThiessenは、第二次世界大戦が終結する前から共産主義者からのコンタクトを受けていた。1945年4月27日、Thiessenはソ連軍の軍人と共に装甲車でフォン・アルデンヌの研究所を訪れた。実はその軍人も化学者であり、アルデンヌへの手紙 (Schutzbrief) を携えていた。
協定メンバー4人は全員ソビエト連邦に連行された。フォン・アルデンヌは、スフミ近郊のSinopにある Institute A の所長に任命された。ラヴレンチー・ベリヤとの最初の会合で、フォン・アルデンヌはソ連の原爆開発プロジェクトへの参加を打診された。しかしアルデンヌはそのプロジェクトに参加するとドイツに帰れなくなることに気づき、逆に同位体圧縮の研究を進めることを提案し、承認された。
アルデンヌの Institute A の目標は次のように設定された。
- 同位体の電磁的分離（リーダー: アルデンヌ）
- 同位体分離のための多孔性隔膜製造技術の研究（リーダー: Peter Adolf Thiessen）[16]
- ウラン同位体の分離のための分子技術の研究（リーダー: Max Steenbeck）

Steenbeck はシーメンスでのヘルツの同僚だった。
Institute A には他に Ingrid Schilling、Alfred Schimohr、Gerhard Siewert、Ludwig Ziehl らがいた。1940年代末には300人近いドイツ人がその研究所で働いていた。もちろん、ドイツ人だけが働いていたわけではない。
ヘルツはスフミの10km南西の Agudseri (Agudzery) にある Institute G の所長に任命された。1950年以降、ヘルツはモスクワに移されている。Volmerはモスクワの Nauchno-Issledovatel’skij Institut-9 (NII-9, Scientific Research Institute No. 9) に連行され、重水製造に関する設計局を任された。
当局の示唆により、アルデンヌは後に同位体分離から原子核融合制御に向けたプラズマの研究に移行した。
1947年、アルデンヌは卓上電子顕微鏡の開発に対してソビエト連邦国家賞を授与された。1953年、ドイツに戻る前に再びソビエト連邦国家賞を授与された（原爆開発プロジェクトへの貢献に対して）。賞金の10万ルーブルは、東ドイツで新たに私立研究所を設立する際の土地購入資金となった。ソビエト連邦に来た当初の当局との合意で、アルデンヌの研究所からソビエト連邦に運び込まれた研究設備は、ソビエト連邦への賠償の一部とは見なされないことになっていた。そのため、1954年にドイツに戻る際に、アルデンヌはそれら研究設備を持ち帰った。

### ドイツへの帰還
ドイツ民主共和国 (DDR) に戻ったアルデンヌは、ドレスデン工科大学の教授となった。また、ドレスデンに私立研究所 "Forschungsinstitut Manfred von Ardenne" を設立した。この研究所は500人の従業員を抱える東ドイツ最大の私立研究所となった。しかし、この研究所は1991年のドイツ再統一の直後に一旦は債務超過で倒産し、Von Ardenne Anlagentechnik GmbH として再設立された。アルデンヌは東ドイツで2回 National Prize を受賞している。
1957年、アルデンヌは東ドイツの研究評議会 (Forschungsrat) の一員になった。同年、医療診断用のラジオカプセル (endoradiosonde) を開発。1958年、東ドイツの "Nationalpreis" を受賞。同年、平和評議会 (Friedensrat) の一員となった。1959年、電子ビーム炉の特許を取得。1961年、"Internationale Gesellschaft für medizinische Elektronik und biomedizinische Technik" の会長に選ばれた。1960年代以降は医療関係の研究を主に進め、酸素マルチステップ療法や癌マルチステップ療法で知られるようになった。
1963年、東ドイツの文化協会 (Kulturbund) の会長となった。1963年から1989年まで、東ドイツの人民議会 (Volkskammer) の議員を務め、同時に "Kulturbund-Fraktion" の一員となった。
ドレスデンとハンブルクのパートナーシップが締結された後（1987年）、アルデンヌは1989年9月にドレスデンの名誉市民となった。
2002年、ドイツの企業 Europäische Forschungsgesellschaft Dünne Schichten (EFDS) はフォン・アルデンヌの名を冠した賞を毎年授与している。
アルデンヌは亡くなるまでに約600の特許を取得した。

## 私生活
1937年、Bettina Bergengruen と結婚。4人の子をもうけた。

## 受賞歴
フォン・アルデンヌは数々の賞を受賞している。
- 1941年7月3日 – Silver Leibniz Medal of the Prussian Academy of Sciences
- 1945年1月2日 – Reichsforschungsrat に任命される
- 1947年1月8日 – ソビエト連邦国家賞
- 1953年12月31日 – ソビエト連邦国家賞
- 1955年7月26日 – German Academy of Sciences の物理学部門のメンバーとなる
- 1955年11月10日 – 東ドイツの Wissenschaftlichen Rates für friedliche Anwendung der Atomenergie (Scientific Council for Peaceful Applications of Atomic Energy) のメンバーに選ばれる
- 1956年6月1日 – ドレスデン工科大学名誉教授
- 1957年7月15日 – 東ドイツの Forschungsrates (Research Council) のメンバーに選ばれる
- 1957年12月7日 – エルンスト・アルントメダル
- 1958年4月18日 – Peace Medal（東ドイツ）
- 1958年9月25日 – グライフスヴァルト大学から自然科学の名誉博士号を授与される
- 1958年10月7日 – National Prize, First Class
- 1959年1月4日 – Grand Cross of Service Medal（アラブ連合共和国）
- 1961年5月27日 – Gesellschaft für biomedizinische Technik (Society for Biomedical Technology) 会長となる
- 1962年11月2日 – 東ドイツの Wissenschaftlichen Rates des Ministerium für Gesundheitswesen (Scientific Council of the Ministry for Health Service) のメンバーに選ばれる
- 1965年10月7日 – National Prize, Second Class
- 1965年12月15日 – International Astronautical Academy of Paris のメンバーに選ばれる
- 1970年5月12日 – レーニン勲章
- 1973年10月29日 – Hans Bredow Medal
- 1978年12月12日 – Akademie Dresden から医学の名誉博士号を授与される
- 1979年6月20日 – 東ドイツの Forschungsrates の名誉会員
- 1981年12月1日 – Barkhausen Medal of the Technische Universität Dresden
- 1982年1月20日 – Gold Patriotic Service Medal
- 1982年9月22日 – Pädagogische Hochschule Dresden から教育学の名誉博士号を授与される
- 1983年10月25日 – Gesellschaft für Ultraschalltechnik (Society for Ultrasonics) の名誉会員
- 1984年2月19日 – Ärztegesellschaft für Sauerstoff-Mehrschritt-Therapie (Physicians Society for Oxygen Multi-step Therapy) の名誉会員
- 1986年4月11日 – ヴィルヘルム・オストヴァルトメダル (Saxony Academy of Sciences)
- 1986年6月2日 – Richard Theile Medal (German Television Technology Society)
- 1986年7月9日 – エルンスト・アッベメダル（東ドイツ Chamber of Technology）
- 1987年4月24日 – Medal of the Art and Science （ハンブルク）
- 1987年5月15日 – Ernst Krokowski Prize (Society for Biological Cancer Prevention)
- 1988年3月3日 – エルンスト・ヘッケルメダル
- 1988年10月21日 – Gold Diesel Medal （ミュンヘン）
- 1988年11月25日 – フリードリヒ・フォン・シラー賞（ハンブルク）
- 1989年9月26日 – ドレスデン名誉市民
- 1993年7月15日 – Colani Design France Prize

## 著作
著者名のないものは、マンフレート・フォン・アルデンヌ本人のみの著作。
- Tabellen der Elektronenphysik, Ionenphysik und Übermikroskopie. Bd. 1. Hauptgebiete (VEB Dt. Verl. d. Wissenschaften, 1956)
- Tabellen zur angewandten Kernphysik (Dt. Verl. d. Wissensch., 1956)
- Eine glückliche Jugend im Zeichen der Technik (Kinderbuchverl., 1962)
- Eine glückliche Jugend im Zeichen der Technik (Urania-Verl.,  1965)
- Ein glückliches Leben für Technik und Forschung (Suhrkamp Verlag KG, 1982)
- Sauerstoff- Mehrschritt- Therapie. Physiologische und technische Grundlagen (Thieme, 1987)
- Sechzig Jahre für Forschung und Fortschritt. Autobiographie (Verlag der Nation, 1987)
- Mein Leben für Forschung und Fortschritt (Ullstein, 1987)
- Siegfried Reball, Manfred von Ardenne, and Gerhard Musiol Effekte der Physik und ihre Anwendungen (Deutscher Verlag, 1989)
- Manfred von Ardenne, Gerhard Musiol, and Siegfried Reball Effekte der Physik und ihre Anwendungen (Deutsch, 1990)
- Die Erinnerungen (Herbig Verlag, 1990)
- Fernsehempfang: Bau und Betrieb einer Anlage zur Aufnahme des Ultrakurzwellen-Fernsehrundfunks mit Braunscher Röhre (Weidmannsche, 1992)
- Wegweisungen eines vom Optimismus geleiteten Lebens: Sammlung von Hinweisen, Lebenserfahrungen, Erkenntnissen, Aussprüchen und Aphorismen über sieben der Forschung gewidmeten Jahrzehnte (Verlag Kritische Wissensch., 1996)
- Erinnerungen, fortgeschrieben (Droste, 1997)
- Manfred von Ardenne, Alexander von Ardenne, and Christian Hecht Systemische Krebs-Mehrschritt-Therapie (Hippokrates, 1997)
- Gesundheit durch Sauerstoff- Mehrschritt- Therapie (Nymphenburger, 1998)
- Wo hilft Sauerstoff-Mehrschritt-Therapie? (Urban & Fischer Verlag, 1999)
- Arbeiten zur Elektronik. 1930, 1931, 1937, 1961, 1968 (Deutsch, 2001)
- Die physikalischen Grundlagen der Rundfunkanlagen (Funk Verlag, 2002)
- Manfred von Ardenne and Manfred Lotsch Ich bin ihnen begegnet (Droste, 2002)
- Des Funkbastlers erprobte Schaltungen: Reprint der Originalausgabe von 1926 (Funk Verlag, 2003)
- Manfred von Ardenne, Gerhard Musiol, and Siegfried Reball Effekte der Physik und ihre Anwendungen (Deutsch, 2003)
- Empfang auf kurzen Wellen - Möglichkeiten, Schaltungen und praktische Winke: Reprint der Originalausgabe von 1928 (Funk Verlag, 2005)
- Manfred von Ardenne, Gerhard Musiol, and Siegfried Reball Effekte der Physik und ihre Anwendungen (Deutsch, 2005)
- Manfred von Ardenne and Kurt Borchardt (editors) Handbuch der Funktechnik und ihrer Grenzgebiete (Franckh)